# María M.
María M., també coneguda com a Una mujer de la noche, és una pel·lícula argentina dramàtica de 1964 en blanc i negre dirigida per Emilio Vieyra i protagonitzada per Libertad Leblanc. Va ser la segona i última col·laboració entre Vieyra i "la deessa blanca", després d'haver filmat junts Testigo para un crimen. Va ser filmada en blanc i negre i estrenada a l'Argentina el 15 d'octubre de 1964.

## Sinopsi
María M. és una prostituta de la Ciutat de Buenos Aires. Trava relacions sexuals i amoroses amb diversos homes, fins que coneix al que creu que serà l'amor de la seva vida. A partir d'aquest moment decideix reformar-se i començar una nova vida, però el destí li té reservada una amarga desil·lusió.

## Repartiment
- Libertad Leblanc
- Gloria Guzmán
- Fernando Siro
- José María Langlais
- Ignacio Quirós
- Aldo Kaiser
- Emilio Comte

## Producció
La història originalment pensada per Emilio Vieyra era diferent de la versió que després va ser filmada. Per a evitar un conflicte amb l'Institut Nacional de Cinema, que subvencionava la realització, Vieyra degué canviar el desenllaç, on residia gran part de l'encant de la història:
| «               | ...Com Trucco havia fet contracte per dues pel·lícules, em vaig posar a escriure la història d'una prostituta per la vida de la qual passaven diversos personatges, des d'un noi jove, un pintor, un policia, fins que realment troba l'amor de la seva vida i deixa la seva professió de costat i per fi creia en Déu. Llavors un dia va a l'església a agrair per tot i el capellà que està donant la missa era l'home del qual ella estava enamorada. En veure això surt espaordida, travessa el carrer i un cotxe l'aixeca en pes, la tira a la merda i la mata. Bé, quan vaig presentar això a l'Institut m'ho van rebutjar tot, "no, això ni per broma, surti d'aquí amb això". Llavors vaig haver de canviar el final. Com depenia del crèdit d'Institut vaig posar que el tipus era casat i que la va enganyar i ella acaba plorant en una Església i no va passar res... la pel·lícula va ser un plom... va ser l'única que vaig fer a contrapel. | » |
| — Emilio Vieyra | |   |